# Hudo (Tržič, Slovenija)
Hudo je naselje u slovenskoj Općini Tržiču. Hudo se nalazi u pokrajini Gorenjskoj i statističkoj regiji Gorenjskoj. 

## Stanovništvo
Prema popisu stanovništva iz 2002. godine naselje je imalo 52 stanovnika.